# 下切町 (津島市)
下切町（しもぎりちょう）は、愛知県津島市の地名。

## 地理
津島市北東部に位置する。東は椿市町、西は中一色町、南は越津町、北は宇治町に接する。

## 歴史

### 人口の変遷
国勢調査による人口および世帯数の推移。
| 1995年（平成7年）  | 154世帯 566人 |  |
| 2000年（平成12年） | 161世帯 611人 |  |
| 2005年（平成17年） | 152世帯 582人 |  |
| 2010年（平成22年） | 151世帯 553人 |  |
| 2015年（平成27年） | 152世帯 497人 |  |

### 沿革
- 江戸時代には尾張国海東郡の尾張藩領清洲代官所支配の下切村として所在[1]。
- 1878年（明治11年） - 日光新田の一部を編入する[1]。
- 1889年（明治22年） - 下切村が越治村大字下切および津島町（大字なし地域）にそれぞれ編入される[1]。
- 1906年（明治39年） - 越治村大字下切が神守村大字下切となる[1]。
- 1955年（昭和30年）1月1日 - 神守村大字下切が津島市下切町となる[1]。

## 交通
- 愛知県道名古屋津島線[2]

## 施設
- 浄土宗地蔵寺[2]
- 神明社[2]

### WEB
1. ↑  “愛知県津島市の町丁・字一覧”.   人口統計ラボ. 2023年3月12日閲覧。
2. ↑  総務省統計局 (2017年1月27日). “平成27年国勢調査の調査結果(e-Stat) - 男女別人口及び世帯数 －町丁・字等” (CSV). 2021年7月21日閲覧。
3. ↑  “愛知県津島市の郵便番号一覧”.   日本郵便. 2023年3月11日閲覧。
4. ↑  “市外局番の一覧” (PDF).   総務省 (2022年3月1日). 2022年3月22日閲覧。
5. ↑  総務省統計局 (2014年3月28日). “平成7年国勢調査の調査結果(e-Stat) - 男女別人口及び世帯数 －町丁・字等” (CSV). 2021年7月20日閲覧。
6. ↑  総務省統計局 (2014年5月30日). “平成12年国勢調査の調査結果(e-Stat) - 男女別人口及び世帯数 －町丁・字等” (CSV). 2021年7月20日閲覧。
7. ↑  総務省統計局 (2014年6月27日). “平成17年国勢調査の調査結果(e-Stat) - 男女別人口及び世帯数 －町丁・字等” (CSV). 2021年7月21日閲覧。
8. ↑  総務省統計局 (2012年1月20日). “平成22年国勢調査の調査結果(e-Stat) - 男女別人口及び世帯数 －町丁・字等” (CSV). 2021年7月21日閲覧。
9. ↑  総務省統計局 (2017年1月27日). “平成27年国勢調査の調査結果(e-Stat) - 男女別人口及び世帯数 －町丁・字等” (CSV). 2021年7月21日閲覧。

### 書籍
1. 1 2 3 4 5 6  「角川日本地名大辞典」編纂委員会 1989, p. 658.
2. 1 2 3 4 5  「角川日本地名大辞典」編纂委員会 1989, p. 1726.